# ТЕС Пінджар
ТЕС Пінджар – теплова електростанція на заході Австралії.
Електростанція використовує встановлені на роботу у відкритому ціклі газові турбіни та складається з чотирьох черг:
- в 1990-му ввели в дію належні до черг А та В шість турбін типу Frame 6. Цю вдалу розробку General Electric випускали за ліцензіями численні виробники, при цьому для майданчику Мунгарра дві турбіни потужністю по 37,4 МВт постачила Hitachi, а чотири турбіни з показником по 38,3 МВт надійшли від European Gas Turbines;
- в 1992-му стала до ладу черга С з двома турбінами типу Frame 9 потужністю по 116,4 МВт. Це так само була розробка General Electric, а безпосереднім виробником виступила John Brown;
- в 1996-му запустили чергу D у складі однієї турбіни типу Frame 9 потужністю 123,7 МВт, яку постачила European Gas Turbines. 
Як паливо використовують природний газ, що надходить по перемичці завдовжки 30 км від трубопроводу Дампір – Банбері.